# El cristo feo
El cristo feo es una novela de la escritora ecuatoriana Alicia Yánez Cossío, publicada en Quito en 1995 por la editorial Abrapalabra. La trama sigue la historia de Ordalisa, una trabajadora doméstica que un día escucha hablar a un viejo crucifijo de madera en su cuarto, el mismo que pronto se convierte en su compañía y principal motivador para explorar su creatividad e identidad propia.
Entre las temáticas centrales de la novela se encuentra la constatación de la opresión social a las trabajadoras domésticas y el descubrimiento de la creatividad, la autoestima y la construcción de la identidad como formas de afrontar la deshumanización de la que son objeto por parte del resto de la sociedad. También explora nociones de religiosidad más humanas basadas en la comprensión y en las relaciones personales como forma de rechazo a concepciones tradicionales centradas en el temor, el autosacrificio y los sentimientos de culpa, como el marianismo.
La obra fue bien recibida por la opinión crítica y obtuvo reconocimientos como el Premio Joaquín Gallegos Lara a la mejor novela ecuatoriana del año y el Premio Indigo Coté Femmes de París.

## Argumento

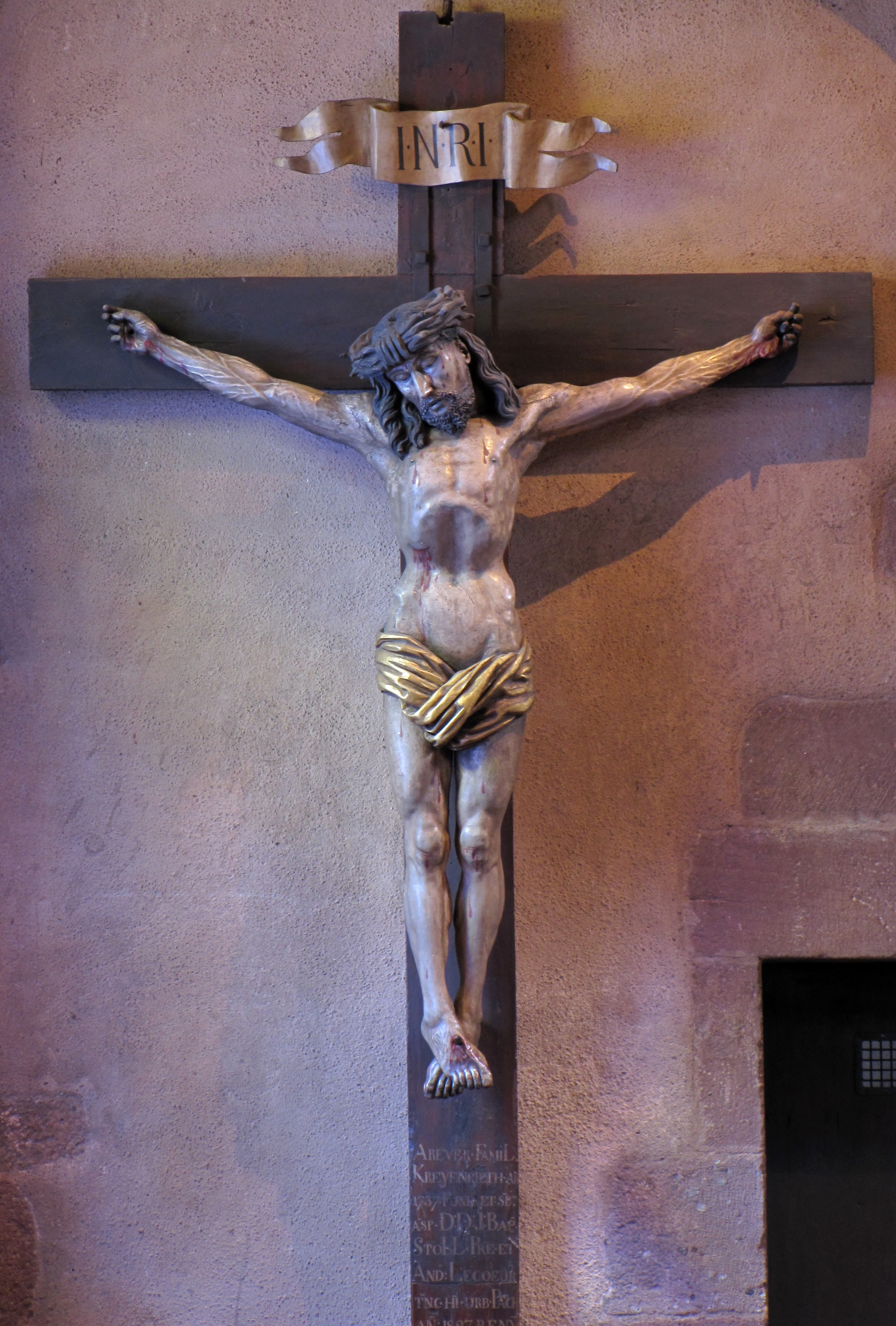
Durante la novela, la protagonista conversa con un crucifijo de madera.

Ordalisa es una trabajadora doméstica que vive sola en un pequeño y humilde cuarto sin ventanas. Una mañana escucha una voz que se dirige a ella por su nombre. Luego de buscar por todo su cuarto el origen de la voz, descubre que venía de un viejo y feo crucifijo de madera. Ordalisa se halla extrañada por el hecho, sin saber si la voz era real o si era producto de la soledad que sentía al vivir sola y no contar con familia.
Los patrones de Ordalisa le piden que se mude con ellos a una de las habitaciones vacías de la casa y ella acepta encantada. En los días siguientes el cristo feo empieza a motivar a Ordalisa a ser más asertiva y a no avergonzarse por expresar sus deseos y arreglarse mejor. Un día en que ve a su patrón ordenando su colección de estampillas, le pregunta si no se aburría de hacer todos los días lo mismo. Él se queda meditando la pregunta y nota que hasta entonces nunca había pensado en Ordalisa como una persona, sino como una parte más de la casa. Ambos se vuelven amigos poco a poco, lo que despierta los celos de la patrona.
Ordalisa sigue con las conversaciones diarias con el cristo feo, pero las imperfecciones de la figura no dejan de molestarla, por lo que piensa en arreglarlas ella misma. A pesar de tener confianza en su habilidad para tallar la madera, el cristo feo le da ánimos y la convence de intentarlo. Ordalisa compra herramientas y empieza la tarea de remodelar la figura, actividad que encuentra enormemente estimulante y en la que se desempeña mucho mejor de lo que había pensado, pero que solo puede realizar en los pequeños momentos libres que le dejan las tareas domésticas. La idea de abrir su propio taller le parece cada vez más atractiva.
El patrón enferma y Ordalisa se acerca más a él. Un día decide enseñarle el cristo feo y el patrón queda sorprendido por el talento de Ordalisa, pero luego de buscar unas herramientas lo encuentra muerto. Ordalisa queda muy triste y decide tallar la cara del cristo feo con rasgos del patrón. El cristo la motiva en esto y en todo el resto de los cambios que se le ocurren, como el hacerle una trenza de indígena y sacarlo de la cruz para representarlo resucitado. Pero un día la patrona entra a su cuarto y ve al cristo feo con la cara de su esposo, lo que le produce un ataque de rabia que la lleva a arrojar la figura al fuego, sin importar cuánto Ordalisa intenta detenerla.
Ordalisa recoge sus cosas y abandona la casa. Y aunque sabe que no volverá a escuchar al cristo feo, camina feliz al sentirse libre mientras piensa en cada imagen que vive en su mente y que ahora está decidida a tallar.

## Personajes principales
- Ordalisa: es la protagonista del libro y trabaja como empleada doméstica. A lo largo de la novela es guiada por la voz del cristo feo y poco a poco deja atrás la sumisión que en un principio la caracteriza. El arreglar al crucifijo le permite descubrir su creatividad y su pasión por el arte, que se convierten en las fuerzas que la llevan a sentirse realizada como persona. Al final de la novela deja la casa de su patrona y sale en busca de una nueva vida en que pueda ejercer su vocación como creadora.[8]
- El cristo feo: es el crucifijo de madera con el que Ordalisa conversa durante la novela. Su forma es descrita como atrofiada: mientras los brazos son en extremo delgados, los hombros se muestran fornidos; las piernas, en cambio, son demasiado cortas.[1] Según le cuenta a Ordalisa, estas imperfecciones se deben a que fue tallado por un escultor borracho mucho tiempo atrás. Es de personalidad jovial y tiene un gran sentido del humor.[3]
- El patrón: es un hombre mayor, obsesionado con su colección de estampillas y atrapado en las rutinas, todo ello como estrategia para no encarar un matrimonio que se ha vuelto monótono y aburrido. El contacto con Ordalisa lo lleva a verla por primera vez como una persona y a salir de su ensimismamiento. A raíz de ello empieza a realizar otras actividades, principalmente en el jardín.[8][5]
- La patrona: es descrita como una mujer superficial y malhumorada que ocupa los días en eventos de beneficencia de la alta sociedad y las noches mirando telenovelas. Se preocupa mucho por su peso y su apariencia física.[5] Cuando nota el cambio de su esposo y su cercanía con Ordalisa empieza a sentir celos. A partir de ese momento, la idea de hacerse una cirugía plástica se convierte en su nueva obsesión.[2]

## Temas centrales

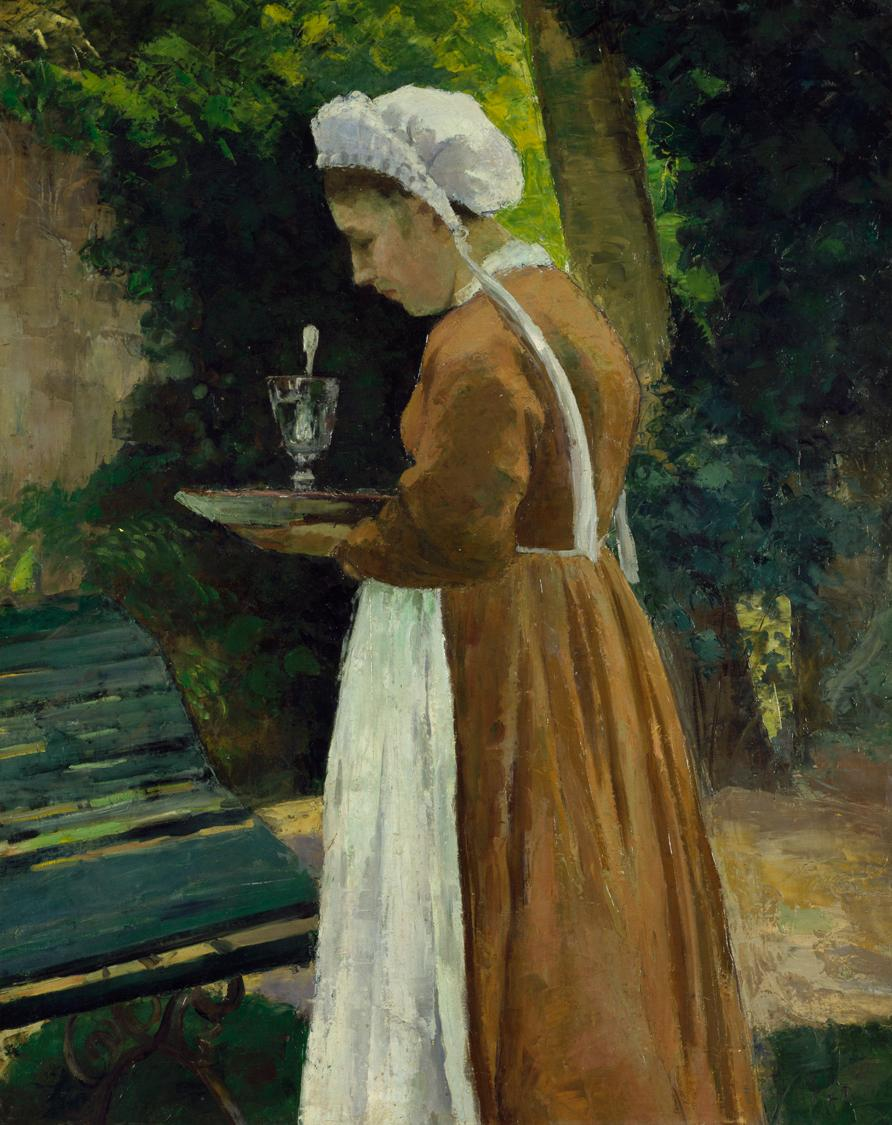
La servante (1875), pintura al óleo de Camille Pissarro.

De acuerdo con la catedrática Lady Rojas Benavente, una de las temáticas principales en El cristo feo es la idea de cómo la construcción de la identidad propia y la superación personal pueden ser formas de afrontar sistemas opresivos, como el trabajo doméstico en las sociedades latinoamericanas. Desde el principio de la novela, la vida de Ordalisa se muestra llena de privaciones a pesar de tener un trabajo estable, el mismo que además requiere demasiado esfuerzo como para dejarle tiempo para aspiraciones propias. La posición de sumisión social de Ordalisa es enfatizada constantemente en la novela, que habla del «distanciamiento de castas», la «obediencia sin preguntas» y pone  frases como «tú solamente eres la criada de la casa» en boca de los patrones, a quienes se les hace inconcebible imaginar que una mujer como Ordalisa pudiese tener pensamientos propios.
Cuando Ordalisa empieza a tallar la figura atrofiada del cristo feo, despierta en ella el deseo de dejar una huella en el mundo, de expresar sus pensamientos y emociones. El proceso de transformación que tiene el cristo feo pasa a reflejar el propio cambio en Ordalisa, que al retirar las partes feas y atrofiadas del crucifijo descubre el potencial creador que llevaba dentro. De este modo, Yánez muestra cómo Ordalisa se despoja de su sumisión y docilidad a través de la creatividad y la creación artística, lo que a la par se expresa en los cambios físicos que emprende y en preocuparse más por sus propios deseos. La transformación lleva a Ordalisa a cuestionar las relaciones de poder en el trabajo doméstico y los abusos a los que ha sido sometida, lo que al final le da la seguridad suficiente para abandonar la casa en busca de un nuevo futuro.
En relación con la búsqueda creadora de la mujer artista, Yánez pone atención en las desventajas que esta sufre en contraste con el varón debido a los roles de género. Acerca de ello expresa, en palabras de Ordalisa:

Si yo no fuera mujer, sino un escultor, si fuera un poeta, un pintor o cualquier artista, diría a mi mujer y a mis hijos: ¡Chist, no molesten, no hagan bulla! Estoy haciendo mi trabajo (...). Entonces mi mujer vendría de cuando en cuando caminando en puntillas, tocaría con timidez la puerta del taller para traerme el café ya listo, azucarado, muy caliente... Se quedaría parada, sin atreverse a mirar la obra inconclusa, solo mirándome a mí, estrujándose el delantal hasta que yo termine de beber.

Otro tema presente en la novela es la reconsideración de las nociones de la espiritualidad y lo divino, que es explorada al mostrar una imagen distorsionada de la idea clásica de deidad. Desde las primeras conversaciones que Ordalisa tiene con el cristo feo, ella se encuentra extrañada, primero por la fealdad de la imagen, luego por la personalidad misma del cristo, que la trata de una forma muy personal en que impera la camaradería y el humor, al contrario de lo que ella suponía. Esta confusión respecto a cómo piensa Ordalisa que debería comportarse una deidad, se ejemplifica en el siguiente fragmento:

Pero para que seas el que yo pienso que eres —y perdona la confianza y la franqueza— te encuentro un poco... Me pareces un poco... Bueno, supongo que sabes lo que quiero decir (...) Me pareces un poco chabacano, porque la verdadera voz de Dios —si eres tal— debería oírse, me parece en medio de una tempestad tremenda de truenos y relámpagos, una tempestad de esas que hacen temblar la tierra y decir a cada instante: ¡Santa Bárbara bendita!

Este tipo de críticas a concepciones religiosas tradicionales continúan a lo largo de la novela, como cuando Ordalisa consigue dinero luego de vender un ropero y se siente confundida al ver que el cristo la empuja a comprarse algo para sí misma en lugar de donarlo a la iglesia, a lo que él responde que jamás pensaría en quitarle el poco dinero que ella tiene, y menos para que un párroco comprara velas o alguna otra cosa que «a Dios ni le va ni le viene». Más tarde, Ordalisa reflexiona entre lágrimas sobre las tragedias que le han ocurrido y rechaza la idea de que deben ser consideradas como «pruebas del cielo» al hacer énfasis en que una madre jamás pondría pruebas semejantes a un hijo. Hacia el final de la novela, Ordalisa retoma esta idea de maternidad y la termina identificando con su nueva concepción de divinidad, cuando le expresa al cristo feo: «me recuerdas a mi madre, porque siendo quien eres, si es que en realidad eres el que quiero imaginar, te preocupa mi cuerpo al igual que mi alma».

## Composición
De acuerdo con la autora, El cristo feo fue reescrita en dos ocasiones distintas antes de llegar a su versión final. El primer borrador contaba con una protagonista inspirada por una persona de su entorno, pero la posibilidad de que resultara obvio quién era la figura retratada en la obra llevó a Yánez a desechar esta idea. La trama de esta versión seguía a una mujer con aspiraciones creativas y trataba los conflictos que le generaba el tener un esposo artista. Para la versión final, Yánez decidió usar la figura del crucifijo de madera, pues en la versión anterior el papel del cristo lo ocupaba un cuadro de la Crucifixición de Matthias Grünewald.
La novela está contada en tercera persona a través de un narrador omnisciente, además de no encontrarse estructurada por capítulos enumerados. De acuerdo con Yánez, la protagonista de la obra es una proyección de sí misma.

## Recepción
El cristo feo obtuvo el Premio Joaquín Gallegos Lara a la mejor novela ecuatoriana del año, otorgado por el municipio de Quito. También ganó el Premio Indigo Coté Femmes de París, que le fue otorgado en 1996 luego de un conflicto en la entrega del Premio Sor Juana Inés de la Cruz en que el jurado francés eligió como ganadora a Yánez y el jurado mexicano a Elena Garro. Para salir del impase, se decidió que Garro se llevaría el Premio Sor Juana y Yánez el Indigo Coté Femmes.
El crítico estadounidense Seymour Menton calificó a El cristo feo como «una de las mejores novelas latinoamericanas del periodo posrevolucionario». Entre los aspectos positivos destacó la autenticidad y evolución de los personajes de Ordalisa y el patrón, además del carácter optimista de la obra y el enfoque con el que presenta la crítica social en comparación con las novelas clásicas de protesta. La catedrática Miriam Merchán también destacó el personaje de Ordalisa y se refirió a ella como «símbolo de la situación de marginalidad de la mujer y de los posibles caminos que se abren para conseguir su reivindicación como ser humano».
El crítico literario Antonio Sacoto tildó la obra de «amena» y aseveró que la crítica a las condiciones laborales de las trabajadoras domésticas era un tema «muy bien delineado» y desarrollado «sobriamente».